# Ганстон (Канзас)
Ганстон (англ. Hanston) — місто (англ. city) в США, в окрузі Годжмен штату Канзас. Населення — 259 осіб (2020).

## Географія
Ганстон розташований за координатами 38°7′23″ пн. ш. 99°42′46″ зх. д. / 38.12306° пн. ш. 99.71278° зх. д. (38.122999, -99.712669).  За даними Бюро перепису населення США в 2010 році місто мало площу 0,72 км², уся площа — суходіл.

## Демографія
Згідно з переписом 2010 року, у місті мешкало 206 осіб у 96 домогосподарствах у складі 63 родин. Густота населення становила 288 осіб/км².  Було 119 помешкань (166/км²).
Расовий склад населення:
| - 95,1 % — білих - 2,4 % — осіб інших рас |

До двох чи більше рас належало 2,4 %. Частка іспаномовних становила 9,7 % від усіх жителів.
За віковим діапазоном населення розподілялося таким чином: 21,8 % — особи молодші 18 років, 58,8 % — особи у віці 18—64 років, 19,4 % — особи у віці 65 років та старші. Медіана віку мешканця становила 50,1 року. На 100 осіб жіночої статі у місті припадало 89,0 чоловіків;  на 100 жінок у віці від 18 років та старших — 89,4 чоловіків також старших 18 років.
Середній дохід на одне домашнє господарство  становив 67 240 доларів США (медіана — 53 750), а середній дохід на одну сім'ю — 74 557 доларів (медіана — 61 250). За межею бідності перебувало 4,2 % осіб, у тому числі 3,2 % дітей у віці до 18 років та 4,5 % осіб у віці 65 років та старших.
Цивільне працевлаштоване населення становило 144 особи. Основні галузі зайнятості: сільське господарство, лісництво, риболовля — 25,0 %, освіта, охорона здоров'я та соціальна допомога — 22,9 %, транспорт — 9,0 %, роздрібна торгівля — 8,3 %.